# École néoplatonicienne de Pergame
L'école néoplatonicienne de Pergame, première ramification de l'école néoplatonicienne d'Apamée, est un courant du néoplatonisme, d'orientation magique. Pergame, aujourd'hui Bergama en Turquie, est une ancienne ville d'Asie Mineure. 
Ses représentants sont : 
1. Édésios de Cappadoce (disciple de Jamblique et fondateur de l'école de Pergame vers 330),
2. Maxime d'Éphèse (disciple d'Édésios, et maître du futur Julien l'Empereur dès 351),
3. Chrysanthe,
4. Julien l'Empereur (350),
5. Priscus (385, vivant à Athènes),
6. Eunape de Sardes (historien de l'école avec ses Vies de philosophes et de sophistes, en 395).

Le moment de naissance est peut-être le transfert de l'école de Jamblique depuis la Syrie jusqu'en Asie mineure (vers 313).  

### Textes
- Julien l'Empereur, Œuvres complètes, trad. Joseph Bidez, Les Belles Lettres, Paris

1. t. I, 1re partie : Discours de Julien César (Discours I-IV), édition 193, réédition 2003, 431 p. : Éloge de l'empereur Constance, Éloge de l'impératrice Eusébie, Les actions de l'empereur ou De la Royauté, Sur de le départ de Salluste, Au Sénat et au peuple d'Athènes
2. t. II, 1re partie : Discours de Julien l'Empereur (Discours VI-IX), édition 1963, réédition 2003, 314 p. : À Thémistius, Contre Hiérocleios le Cynique, ''Sur la Mère des dieux, Contre les cyniques ignorants
3. t. II, 2e partie : Discours de Julien l'Empereur (Discours X-XII), édition 1964, réédition 2003, 332 p. : Les Césars, Sur Hélios-Roi, Le Misopogon,
4. Lettres et fragments, édition 1924, réédition 2003, XXIV-445 p.

- Misopogon, texte grec et traduction française de Ch. Lacombrade, Les Belles Lettres, 2003,  (ISBN 2-251-79970-2)
- Eunape de Sardes, Vies de philosophes et de sophistes (395), trad. du grec par Olivier D'Jeranian, Manucius, 2009, 187 p.

### Études
- G. Fowden, The Platonist Philosopher and his circle in late Antiquity, Philosophia, 7, 1977, p. 359-383.
- Richard Goulet dir., Dictionnaire des philosophes antiques, CNRS.